# Jan Buczkowski (urzędnik państwowy)
Jan Buczkowski (ur. 4 stycznia 1939) – polski menedżer, inżynier i urzędnik państwowy, w latach 1999–2000 podsekretarz stanu w Ministerstwie Skarbu Państwa.

## Życiorys
W młodości uprawiał lekkoatletykę. Pochodzi z Iłowa, gdzie ukończył szkołę podstawową. Absolwent Liceum Ogólnokształcącego w Sochaczewie i Politechniki Warszawskiej, odbył także studia podyplomowe. Przez wiele lat pracował w fabryce traktorów „Ursus”, rozpoczynając od stanowiska brakarza, a następnie konstruktora, projektanta i dyrektora ds. produkcji. W 1991 objął funkcję dyrektora generalnego zakładu. W latach 1992–1994 był doradcą wicepremiera ds. restrukturyzacji i prywatyzacji przemysłu. Później zatrudniony na stanowiskach menedżerskich m.in. jako dyrektor ds. finansowych NFI Progress i prezes jego zarządu. 1 marca 1999 powołany na stanowisko podsekretarza stanu w Ministerstwie Skarbu Państwa, odpowiedzialnego m.in. za prywatyzację energetyki. 30 września 2000 odwołany ze stanowiska na własny wniosek po tym, jak wypełnił 1,5-roczny plan prywatyzacyjny. W październiku 2000 powołany na stanowisko szefa Giełdy Energii, został później wspólnikiem powiązanego z nią Stowarzyszenia Uczestników Wolnego Rynku Energii.
Na emeryturze zajął się działalnością poetycką, opublikował tomiki poezji.